# Список Героев Советского Союза (Запорожан — Зенковский)
В настоящем списке представлены в алфавитном порядке все Герои Советского Союза, чьи фамилии начинаются с буквы «З» (всего 352 человека, из них двое удостоены звания дважды). Список содержит даты Указов Президиума Верховного Совета СССР о присвоении звания, информацию о роде войск, должности и воинском звании Героев на дату представления к присвоению звания Героя Советского Союза, годах их жизни.
Ударения в фамилиях Героев приведены по книге «Герои Советского Союза: Краткий биографический словарь / Пред. ред. коллегии И. Н. Шкадов. — М.: Воениздат, 1987. — Т. 1 /Абаев — Любичев/. — 911 с. — 100 000 экз. — ISBN отс., Рег. № в РКП 87-95382.».
- Персиковым цветом  в таблице выделены Герои, удостоенные звания дважды и более раз.
- Серым цветом  в таблице выделены Герои, представленные к званию посмертно.

| Навигационная таблица | Навигационная таблица                     |
| --------------------- | ----------------------------------------- |
| «З»                   | Забагонский Семён — Западинский Александр |
| «З»                   | Запорожан Игорь — Зенковский Аркадий      |
| «З»                   | Зенцов Владимир — Зюльковский Василий     |

| № п/п | Фамилия Имя Отчество                                                                          | Дата Указа            | Род войск                           | Должность | Звание                                | Годы жизни              | БС ГС НЛ                        |
| ----- | --------------------------------------------------------------------------------------------- | --------------------- | ----------------------------------- | --- | ------------------------------------- | ----------------------- | ------------------------------- |
| 117   | Запоро́жан Игорь Владимирович                                                                  | 13.08.1984            | пехота                              | командир десантно-штурмовой роты десантно-штурмового батальона 70-й гвардейской отдельной мотострелковой бригады 40-й армии ограниченного контингента советских войск в Афганистане                         | гвардии старший лейтенант             | род. 24.11.1959         | ——                              |
| 118   | Запоро́жец Сергей Степанович укр. Запорожець Сергій Степанович                                 | 13.09.1944            | артиллерия                          | заряжающий миномёта 861-го стрелкового полка 294-й стрелковой дивизии 52-й армии 2-го Украинского фронта | красноармеец                          | 25.03.1923 — 03.12.2001 | [ БС 1 ] [ ГС 2 ] [ НЛ 1 ]      |
| 119   | Запоро́жец Фёдор Яковлевич                                                                     | 13.11.1943            | инженер                             | командир отделения 180-го отдельного сапёрного батальона 167-й стрелковой дивизии 38-й армии Воронежского фронта                                                                                            | сержант                               | 11.11.1911 — 31.05.1975 | [ БС 1 ] [ ГС 3 ] [ НЛ 2 ]      |
| 120   | Запоро́жский Иван Николаевич                                                                   | 24.03.1945            | пехота                              | командир 152-го гвардейского стрелкового полка 50-й гвардейской стрелковой дивизии 28-й армии 1-го Белорусского фронта                                                                                      | гвардии майор                         | 05.07.1916 — 19.07.1949 | [ БС 2 ] [ ГС 4 ] [ НЛ 3 ]      |
| 121   | Запоро́жченко Григорий Андреевич укр. Запорожченко Григорій Андрійович                         | 26.10.1943            | связисты                            | командир отделения связи 104-й гвардейской отдельной роты связи 73-й гвардейской стрелковой дивизии 7-й гвардейской армии Степного фронта                                                                   | гвардии старший сержант               | 19.04.1907 — 30.11.1979 | [ БС 3 ] [ ГС 5 ] [ НЛ 4 ]      |
| 122   | Запоро́жченко Дмитрий Павлович укр. Запорожченко Дмитро Павлович                               | 24.03.1945            | артиллерия                          | командир орудия 629-го стрелкового полка 134-й стрелковой дивизии 69-й армии 1-го Белорусского фронта | сержант                               | 18.09.1907 — 21.04.1980 | [ БС 3 ] [ ГС 6 ] [ НЛ 5 ]      |
| 123   | Зарембо́ Владимир Николаевич                                                                   | 16.10.1943            | пехота                              | командир роты 310-го стрелкового полка 8-й стрелковой дивизии 13-й армии Центрального фронта | лейтенант                             | 24.05.1923 — 05.06.1992 | [ БС 3 ] [ ГС 7 ] [ НЛ 6 ]      |
| 124   | Заре́цкий Павел Филиппович                                                                     | 19.04.1945            | пехота                              | командир 358-й стрелковой дивизии 39-й армии 3-го Белорусского фронта | полковник                             | 27.06.1897 — 18.05.1971 | [ БС 3 ] [ ГС 8 ] [ НЛ 7 ]      |
| 125   | Заре́цких Михаил Александрович                                                                 | 29.06.1945            | авиация                             | лётчик 525-го штурмового авиационного полка 227-й штурмовой авиационной дивизии 8-го штурмового авиационного корпуса 8-й воздушной армии 4-го Украинского фронта                                            | лейтенант                             | 07.11.1920 — 30.12.2004 | [ БС 3 ] [ ГС 9 ] [ НЛ 8 ]      |
| 126   | За́рников Иван Семёнович                                                                       | 11.04.1940            | артиллерия                          | командир взвода штабной батареи 168-го артиллерийского полка РГК в составе 7-й армии Северо-Западного фронта                                                                                                | младший лейтенант                     | 24.11.1914 — 05.07.1942 | [ БС 3 ] [ ГС 10 ] [ НЛ 9 ]     |
| 127   | Заровня́ев Анатолий Иванович                                                                   | 29.06.1945            | авиация                             | командир звена 76-го гвардейского штурмового авиационного полка 1-й гвардейской штурмовой авиационной дивизии 1-й воздушной армии 3-го Белорусского фронта                                                  | гвардии старший лейтенант             | 11.01.1922 — 13.09.1977 | [ БС 3 ] [ ГС 11 ] [ НЛ 10 ]    |
| 128   | Зару́бин Владимир Степанович                                                                   | 15.05.1946            | авиация                             | командир эскадрильи 451-го штурмового авиационного полка 264-й штурмовой авиационной дивизии 5-го штурмового авиационного корпуса 5-й воздушной армии 2-го Украинского фронта                               | старший лейтенант                     | 22.07.1923 — 10.05.1947 | [ БС 4 ] [ ГС 12 ] [ НЛ 11 ]    |
| 129   | Зару́бин Иван Петрович                                                                         | 27.06.1945            | пехота                              | заместитель по строевой части командира 22-й гвардейской мотострелковой бригады 6-го гвардейского танкового корпуса 3-й гвардейской танковой армии 1-го Украинского фронта                                  | гвардии майор                         | 14.01.1908 — 09.02.1982 | [ БС 4 ] [ ГС 13 ] [ НЛ 12 ]    |
| 130   | Зару́дин Юрий Фёдорович                                                                        | 24.03.1945            | пехота                              | командир роты 459-го стрелкового полка 42-й стрелковой дивизии 49-й армии 2-го Белорусского фронта | старший лейтенант                     | 25.05.1923 — 21.05.2020 | [ БС 4 ] [ ГС 14 ] [ НЛ 13 ]    |
| 131   | Зару́днев Степан Степанович                                                                    | 26.10.1943            | артиллерия                          | командир орудия 671-го артиллерийского полка 213-й стрелковой дивизии 7-й гвардейской армии Степного фронта                                                                                                 | младший сержант                       | 1902 — 03.11.1943       | [ БС 4 ] [ ГС 15 ] [ НЛ 14 ]    |
| 132   | Заря́нов Николай Николаевич                                                                    | 22.02.1944            | пехота                              | командир батальона 230-го гвардейского стрелкового полка 80-й гвардейской стрелковой дивизии 4-й гвардейской армии Степного фронта                                                                          | гвардии капитан                       | 12.09.1920 — 08.05.1985 | [ БС 4 ] [ ГС 16 ] [ НЛ 15 ]    |
| 133   | Заседа́телев Вячеслав Васильевич                                                               | 15.01.1944            | пехота                              | командир отделения 218-го гвардейского стрелкового полка 77-й гвардейской стрелковой дивизии 61-й армии Центрального фронта                                                                                 | гвардии старший сержант               | 14.03.1923 — 27.02.1996 | [ БС 4 ] [ ГС 17 ] [ НЛ 16 ]    |
| 134   | Засло́нов Константин Сергеевич                                                                 | 07.03.1943            | партизан                            | один из руководителей партизанского движения в Белоруссии, командующий партизанскими силами Оршанской зоны                                                                                                  | —                                     | 07.01.1910 — 14.11.1942 | [ БС 4 ] [ ГС 18 ] [ НЛ 17 ]    |
| 135   | Засо́рин Иван Михайлович                                                                       | 24.03.1945            | артиллерия                          | командир батареи 525-го лёгкого артиллерийского полка 11-й лёгкой артиллерийской бригады 7-й артиллерийской дивизии прорыва РГК в составе 46-й армии 2-го Украинского фронта                                | старший лейтенант                     | 08.04.1913 — 29.05.1981 | [ БС 5 ] [ ГС 19 ] [ НЛ 18 ]    |
| 136   | Зася́дко Владимир Алексеевич укр. Засядько Володимир Олексійович                               | 26.10.1943            | артиллерия                          | начальник артиллерии 209-го гвардейского стрелкового полка 73-й гвардейской стрелковой дивизии 7-й гвардейской армии Степного фронта                                                                        | гвардии старший лейтенант             | 24.04.1919 — 01.03.1944 | [ БС 5 ] [ ГС 20 ] [ НЛ 19 ]    |
| 137   | Заты́лков Вячеслав Фёдорович                                                                   | 15.05.1946            | комиссар                            | комсорг батальона 698-го стрелкового полка 146-й стрелковой дивизии 3-й ударной армии 1-го Белорусского фронта                                                                                              | младший лейтенант                     | 27.09.1924 — 22.09.2008 | [ БС 5 ] [ ГС 21 ] [ НЛ 20 ]    |
| 138   | Затына́йченко Иван Иванович укр. Затинайченко Іван Іванович                                    | 24.03.1945            | танкист                             | командир роты танков Т-34 1-го танкового батальона 58-й гвардейской танковой бригады 8-го гвардейского танкового корпуса 70-й армии 1-го Белорусского фронта                                                | гвардии старший лейтенант             | 29.01.1919 — 25.06.1977 | [ БС 5 ] [ ГС 22 ] [ НЛ 21 ]    |
| 139   | Зау́лин Иван Александрович                                                                     | 15.01.1944            | пехота                              | командир пулемётного отделения 234-го гвардейского стрелкового полка 76-й гвардейской стрелковой дивизии 61-й армии Центрального фронта                                                                     | гвардии сержант                       | 16.01.1923 — 14.08.1995 | [ БС 5 ] [ ГС 23 ] [ НЛ 22 ]    |
| 140   | Заха́ров Алексей Архипович                                                                     | 10.01.1944            | инженер                             | сапёр 78-го гвардейского отдельного сапёрного батальона 68-й гвардейской стрелковой дивизии 40-й армии Воронежского фронта                                                                                  | гвардии красноармеец                  | 15.04.1923 — 29.02.1944 | [ БС 5 ] [ ГС 24 ] [ НЛ 23 ]    |
| 141   | Заха́ров Алексей Иванович                                                                      | 04.06.1944            | пехота                              | командир роты 196-го гвардейского стрелкового полка 67-й гвардейской стрелковой дивизии 6-й гвардейской армии 2-го Прибалтийского фронта                                                                    | гвардии лейтенант                     | 1918 — 17.12.1943       | [ БС 5 ] [ ГС 25 ] [ НЛ 24 ]    |
| 142   | Заха́ров Алексей Иванович                                                                      | 27.06.1945            | артиллерия                          | наводчик орудия 168-го отдельного истребительно-противотанкового дивизиона 181-й стрелковой дивизии 6-й армии 1-го Украинского фронта                                                                       | старший сержант                       | 29.03.1920 — 11.12.2000 | [ БС 6 ] [ ГС 26 ] [ НЛ 25 ]    |
| 143   | Заха́ров Алексей Никонорович                                                                   | 24.03.1945            | пехота                              | командир пулемётной роты 492-го стрелкового полка 199-й стрелковой дивизии 49-й армии 2-го Белорусского фронта                                                                                              | лейтенант                             | 24.02.1921 — 02.04.2006 | [ БС 7 ] [ ГС 27 ] [ НЛ 26 ]    |
| 144   | Заха́ров Василий Григорьевич                                                                   | 21.03.1940            | пехота                              | стрелок 300-го стрелкового полка 7-й стрелковой дивизии 7-й армии Северо-Западного фронта | красноармеец                          | 20.04.1916 — 01.01.1942 | ——                              |
| 145   | Заха́ров Василий Иванович                                                                      | 29.10.1943            | пехота                              | командир взвода 21-го стрелкового полка 180-й стрелковой дивизии 38-й армии Воронежского фронта | лейтенант                             | 03.01.1923 — 30.01.1944 | [ БС 7 ] [ ГС 29 ] [ НЛ 27 ]    |
| 146   | Заха́ров Василий Яковлевич                                                                     | 20.12.1943            | инженер                             | командир взвода 40-го отдельного моторизованного понтонно-мостового батальона 7-й гвардейской армии Степного фронта                                                                                         | лейтенант                             | 15.09.1916 — 26.09.1996 | [ БС 7 ] [ ГС 30 ] [ НЛ 28 ]    |
| 147   | Заха́ров Виктор Николаевич                                                                     | 01.07.1944            | авиация                             | командир эскадрильи 995-го штурмового авиационного полка 306-й штурмовой авиационной дивизии 9-го смешанного авиационного корпуса 17-й воздушной армии 3-го Украинского фронта                              | лейтенант                             | 07.11.1919 — 11.05.1944 | [ БС 7 ] [ ГС 31 ] [ НЛ 29 ]    |
| 148   | Заха́ров Геннадий Михайлович                                                                   | 26.10.1943            | связисты                            | командир телефонно-кабельного взвода 107-й гвардейской отдельной роты связи 78-й гвардейской стрелковой дивизии 7-й гвардейской армии Степного фронта                                                       | гвардии лейтенант                     | 25.10.1922 — 26.01.1969 | [ БС 8 ] [ ГС 32 ] [ НЛ 30 ]    |
| 149   | Заха́ров Георгий Нефёдович                                                                     | 19.04.1945            | генерал                             | командир 303-й истребительной авиационной дивизии 1-й воздушной армии 3-го Белорусского фронта | генерал-майор авиации                 | 24.04.1908 — 06.01.1996 | [ БС 9 ] [ ГС 33 ] [ НЛ 31 ]    |
| 150   | Заха́ров Иван Егорович                                                                         | 31.05.1945            | инженер                             | понтонёр 4-го моторизированного понтонно-мостового полка 47-й армии 1-го Белорусского фронта | красноармеец                          | 23.09.1923 — 22.06.1991 | [ БС 9 ] [ ГС 34 ] [ НЛ 32 ]    |
| 151   | Заха́ров Иван Константинович                                                                   | 24.04.1944            | танкист                             | командир танкового батальона 40-й гвардейской танковой бригады 11-го гвардейского танкового корпуса 1-й танковой армии 1-го Украинского фронта                                                              | гвардии старший лейтенант             | 14.10.1919 — 11.11.1947 | [ БС 9 ] [ ГС 35 ] [ НЛ 33 ]    |
| 152   | Заха́ров Иван Кузьмич бел. Захараў Іван Кузьміч                                                | 01.01.1944            | партизан                            | активный участник партизанской борьбы в Белоруссии, командир партизанской бригады имени М. В. Фрунзе и первый секретарь Освейского подпольного районного комитета КП(б)Б                                    | —                                     | 13.08.1909 — 15.08.1982 | [ БС 9 ] [ ГС 36 ] [ НЛ 34 ]    |
| 153   | Заха́ров Константин Фёдорович                                                                  | 02.08.1944            | авиация                             | командир эскадрильи 233-го истребительного авиационного полка 234-й истребительной авиационной дивизии 16-й воздушной армии Белорусского фронта                                                             | капитан                               | 02.04.1919 — 13.01.1944 | [ БС 9 ] [ ГС 37 ] [ НЛ 35 ]    |
| 154   | Заха́ров Лев Платонович                                                                        | 29.06.1945            | авиация                             | командир эскадрильи 999-го штурмового авиационного полка 277-й штурмовой авиационной дивизии 1-й воздушной армии 3-го Белорусского фронта                                                                   | старший лейтенант                     | 29.11.1922 — 03.04.1945 | [ БС 9 ] [ ГС 38 ] [ НЛ 36 ]    |
| 155   | Заха́ров Матвей Васильевич                                                                     | 08.09.1945 22.09.1971 | генерал маршал                      | начальник штаба Забайкальского фронта генеральный инспектор — советник Группы генеральных инспекторов Министерства обороны СССР                                                                             | генерал армии Маршал Советского Союза | 17.08.1898 — 31.01.1972 | [ БС 10 ] [ ГС 39 ] [ НЛ 37 ]   |
| 156   | Заха́ров Митрофан Кузьмич                                                                      | 02.08.1944            | авиация                             | помощник по воздушно-стрелковой службе командира 807-го штурмового авиационного полка 206-й штурмовой авиационной дивизии 7-го штурмового авиационного корпуса 8-й воздушной армии 4-го Украинского фронта  | капитан                               | 16.11.1916 — 10.10.1944 | [ БС 11 ] [ ГС 40 ] [ НЛ 38 ]   |
| 157   | Заха́ров Николай Дмитриевич                                                                    | 17.11.1943            | пехота                              | командир пулемётного взвода 1339-го стрелкового полка 318-й стрелковой дивизии 18-й армии Северо-Кавказского фронта                                                                                         | лейтенант                             | 19.12.1923 — 28.06.2011 | [ БС 11 ] [ ГС 41 ] [ НЛ 39 ]   |
| 158   | Заха́ров Николай Николаевич                                                                    | 24.03.1945            | артиллерия                          | начальник разведки артиллерийского дивизиона 90-го гвардейского артиллерийского полка 40-й гвардейской стрелковой дивизии 4-й гвардейской армии 3-го Украинского фронта                                     | гвардии младший лейтенант             | 02.05.1919 — 20.09.1982 | [ БС 11 ] [ ГС 42 ] [ НЛ 40 ]   |
| 159   | Заха́ров Николай Сергеевич                                                                     | 29.06.1945            | авиация                             | штурман 166-го гвардейского штурмового авиационного полка 10-й гвардейской штурмовой авиационной дивизии 17-й воздушной армии 3-го Украинского фронта                                                       | гвардии старший лейтенант             | 10.08.1921 — 12.12.2001 | [ БС 11 ] [ ГС 43 ] [ НЛ 41 ]   |
| 160   | Заха́ров Пётр Иванович                                                                         | 16.10.1943            | артиллерия                          | наводчик орудия 6-го артиллерийского полка 74-й стрелковой дивизии 13-й армии Центрального фронта | младший сержант                       | 14.01.1916 — 05.08.1996 | [ БС 11 ] [ ГС 44 ] [ НЛ 42 ]   |
| 161   | Заха́ров Сергей Иванович                                                                       | 25.03.1943            | авиация                             | командир звена 752-го авиационного полка 24-й авиационной дивизии Авиации дальнего действия | старший лейтенант                     | 06.10.1918 — 27.08.2007 | [ БС 12 ] [ ГС 45 ] [ НЛ 43 ]   |
| 162   | Заха́ров Фёдор Дмитриевич                                                                      | 29.06.1945            | генерал                             | командир 81-го стрелкового корпуса 50-й армии 3-го Белорусского фронта | генерал-лейтенант                     | 22.04.1894 — 11.02.1969 | [ БС 13 ] [ ГС 46 ] [ НЛ 44 ]   |
| 163   | Заха́рченко Василий Петрович                                                                   | 25.10.1943            | пехота                              | командир пулемётного расчёта 722-го стрелкового полка 206-й стрелковой дивизии 47-й армии Воронежского фронта                                                                                               | сержант                               | 23.01.1924 — 12.10.1943 | [ БС 13 ] [ ГС 47 ] [ НЛ 45 ]   |
| 164   | Заха́рченко Григорий Никифорович укр. Захарченко Григорій Никифорович                          | 16.05.1944            | инженер                             | сапёр 3-го гвардейского отдельного мотоинженерного батальона 19-го танкового корпуса 4-го Украинского фронта                                                                                                | гвардии красноармеец                  | 1922 — 13.04.1944       | [ БС 13 ] [ ГС 48 ] [ НЛ 46 ]   |
| 165   | Заха́рченко Михаил Дмитриевич укр. Захарченко Михайло Дмитрович                                | 18.08.1945            | авиация                             | командир 175-го штурмового авиационного полка 305-й штурмовой авиационной дивизии 9-го смешанного штурмового авиационного корпуса 15-й воздушной армии Ленинградского фронта                                | подполковник                          | 13.1.1910 — 24.04.1983  | [ БС 13 ] [ ГС 49 ] [ НЛ 47 ]   |
| 166   | Заха́рченко Павел Фёдорович                                                                    | 17.10.1943            | танкист                             | заместитель командира танкового батальона 150-й отдельной танковой бригады 60-й армии Центрального фронта                                                                                                   | капитан                               | 15.07.1917 — 25.11.1943 | [ БС 13 ] [ ГС 50 ] [ НЛ 48 ]   |
| 167   | Захарчу́к Александр Ананьевич укр. Захарчук Олександр Ананійович                               | 03.06.1944            | инженер                             | сапёр 91-го армейского инженерного батальона 47-й армии Воронежского фронта | красноармеец                          | 24.11.1911 — 06.09.1981 | [ БС 13 ] [ ГС 51 ] [ НЛ 49 ]   |
| 168   | Захарчу́к Николай Максимович укр. Захарчук Микола Максимович                                   | 10.01.1944            | пехота                              | командир взвода 615-го стрелкового полка 167-й стрелковой дивизии 38-й армии Воронежского фронта | старший лейтенант                     | 01.01.1923 — 14.07.2005 | [ БС 14 ] [ ГС 52 ] [ НЛ 50 ]   |
| 169   | Захаря́н Вагинак Семёнович арм. Զաքարյան Վաղինակ                                               | 27.06.1945            | танкист                             | командир танкового взвода 13-й гвардейской танковой бригады 4-го гвардейского танкового корпуса 5-й гвардейской армия 1-го Украинского фронта                                                               | гвардии старший лейтенант             | 20.06.1920 — 16.01.1945 | [ БС 15 ] [ ГС 53 ] [ НЛ 51 ]   |
| 170   | Захвата́ев Никанор Дмитриевич                                                                  | 28.04.1945            | генерал                             | командующий 4-й гвардейской армией 3-го Украинского фронта | гвардии генерал-лейтенант             | 26.07.1898 — 15.02.1963 | [ БС 15 ] [ ГС 54 ] [ НЛ 52 ]   |
| 171   | Захо́дский Александр Иванович                                                                  | 25.07.1941            | пехота                              | пулемётчик 461-го стрелкового полка 142-й стрелковой дивизии 23-й армии Северного фронта | красноармеец                          | 07.01.1917 — 10.07.1941 | [ БС 15 ] [ ГС 55 ] [ НЛ 53 ]   |
| 172   | Заце́па Лев Григорьевич                                                                        | 23.02.1945            | авиация                             | штурман 571-го штурмового авиационного полка 224-й штурмовой авиационной дивизии 8-го штурмового авиационного корпуса 8-й воздушной армии 4-го Украинского фронта                                           | майор                                 | 20.02.1916 — 22.11.1996 | [ БС 15 ] [ ГС 56 ] [ НЛ 54 ]   |
| 173   | Зацепи́лов Фёдор Петрович                                                                      | 24.03.1945            | пехота                              | пулемётчик 167-го стрелкового полка 16-й стрелковой дивизии 2-й гвардейской армии 1-го Прибалтийского фронта                                                                                                | младший сержант                       | 28.11.1924 — 02.04.1987 | [ БС 15 ] [ ГС 57 ] [ НЛ 55 ]   |
| 174   | Заце́пин Алексей Владимирович                                                                  | 24.03.1945            | морской флот                        | командир пулемётной роты 305-го отдельного батальона морской пехоты 83-й морской стрелковой бригады 46-й армии 3-го Украинского фронта                                                                      | старший лейтенант                     | 09.02.1919 — 25.08.1944 | [ БС 15 ] [ ГС 58 ] [ НЛ 56 ]   |
| 175   | Зачесла́вский Василий Никифорович                                                              | 17.10.1943            | пехота                              | разведчик взвода пешей разведки 212-го гвардейского стрелкового полка 75-й гвардейской стрелковой дивизии 60-й армии Центрального фронта                                                                    | гвардии красноармеец                  | 06.07.1924 — 01.01.1969 | [ БС 15 ] [ ГС 59 ] [ НЛ 57 ]   |
| 176   | Зачиня́ев Пётр Спиридонович                                                                    | 19.03.1944            | инженер                             | командир взвода 100-го отдельного моторизированного понтонно-мостового батальона 5-й понтонно-мостовой бригады РГК в составе 12-й армии Юго-Западного фронта                                                | лейтенант                             | 1918 — 26.09.1943       | [ БС 16 ] [ ГС 60 ] [ НЛ 58 ]   |
| 177   | Зашиба́лов Михаил Арсентьевич                                                                  | 21.03.1940            | пехота                              | командир 169-го мотострелкового полка 86-й мотострелковой дивизии 7-й армии Северо-Западного фронта | полковник                             | 21.11.1898 — 20.08.1986 | [ БС 17 ] [ ГС 61 ] [ НЛ 59 ]   |
| 178   | Зая́кин Василий Васильевич                                                                     | 24.03.1945            | пехота                              | помощник командира взвода 1343-го стрелкового полка 399-й стрелковой дивизии 48-й армии 1-го Белорусского фронта                                                                                            | сержант                               | 15.03.1918 — 17.01.1995 | [ БС 17 ] [ ГС 62 ] [ НЛ 60 ]   |
| 179   | За́яц Денис Архипович укр. Заєць Денис Архипович                                               | 11.04.1940            | пехота                              | старшина роты 257-го стрелкового полка 7-й стрелковой дивизии 7-й армии Северо-Западного фронта | младший комвзвод                      | 13.05.1914 — 30.09.1941 | ——                              |
| 180   | Збана́цкий Григорий Олиферович (Збанацкий Юрий Олиферович) укр. Збанацький Григорій Оліферович | 04.01.1944            | партизан                            | активный участник партизанской борьбы на Украине, командир партизанского соединения имени Н. А. Щорса | —                                     | 01.01.1914 — 25.04.1994 | [ БС 17 ] [ ГС 64 ] [ НЛ 61 ]   |
| 181   | Звары́гин Пантелей Александрович                                                               | 13.09.1944            | пехота                              | командир батальона 797-го стрелкового полка 232-й стрелковой дивизии 40-й армии 2-го Украинского фронта | майор                                 | 1914 — 04.12.1944       | [ БС 17 ] [ ГС 65 ] [ НЛ 62 ]   |
| 182   | Зве́здин Иван Аникеевич                                                                        | 22.02.1944            | пехота                              | командир батальона 280-го гвардейского стрелкового полка 92-й гвардейской стрелковой дивизии 37-й армии Степного фронта                                                                                     | гвардии капитан                       | 1912 — 22.10.1943       | [ БС 17 ] [ ГС 66 ] [ НЛ 63 ]   |
| 183   | Зве́рев Анатолий Михайлович                                                                    | 24.03.1945            | пехота                              | стрелок 973-го стрелкового полка 270-й стрелковой дивизии 6-й гвардейской армии 1-го Прибалтийского фронта                                                                                                  | младший сержант                       | 24.04.1925 — 26.06.1944 | [ БС 18 ] [ ГС 67 ] [ НЛ 64 ]   |
| 184   | Зве́рев Валентин Павлович                                                                      | 10.01.1944            | пехота                              | командир взвода разведки 200-го гвардейского стрелкового полка 68-й гвардейской стрелковой дивизии 40-й армии Воронежского фронта                                                                           | гвардии лейтенант                     | 01.02.1924 — 19.09.1986 | [ БС 19 ] [ ГС 68 ] [ НЛ 65 ]   |
| 185   | Зве́рев Василий Андреевич                                                                      | 29.06.1945            | инженер                             | катерист 101-го отдельного моторизованного понтонно-мостового батальона 4-й понтонно-мостовой бригады 2-го Белорусского фронта                                                                              | красноармеец                          | 20.07.1923 — 13.10.1971 | [ БС 19 ] [ ГС 69 ] [ НЛ 66 ]   |
| 186   | Зве́рев Василий Васильевич                                                                     | 22.02.1939            | авиация                             | командир отряда бомбардировщиков в составе Национально-революционной армии Китая | старший лейтенант                     | 24.11.1908 — 11.03.1947 | ——                              |
| 187   | Зве́рев Василий Владимирович                                                                   | 27.02.1945            | танкист                             | командир танковой роты 220-й отдельной танковой бригады 5-й ударной армии 1-го Белорусского фронта | лейтенант                             | 28.08.1915 — 23.03.1945 | [ БС 19 ] [ ГС 71 ] [ НЛ 67 ]   |
| 188   | Зве́рев Георгий Ефимович                                                                       | 28.04.1945            | десантники                          | командир 29-го гвардейского воздушно-десантного полка 7-й гвардейской воздушно-десантной дивизии 4-й гвардейской армии 3-го Украинского фронта                                                              | гвардии полковник                     | 12.04.1908 — 13.01.1971 | [ БС 19 ] [ ГС 72 ] [ НЛ 68 ]   |
| 189   | Зве́рев Иван Зиновьевич                                                                        | 13.09.1944            | пехота                              | командир роты 861-го стрелкового полка 294-й стрелковой дивизии 52-й армии 2-го Украинского фронта | лейтенант                             | 28.01.1915 — 29.03.1944 | [ БС 20 ] [ ГС 73 ] [ НЛ 69 ]   |
| 190   | Зве́рев Николай Александрович                                                                  | 15.01.1944            | пехота                              | помощник командира взвода 32-го гвардейского стрелкового полка 12-й гвардейской стрелковой дивизии 61-й армии Центрального фронта                                                                           | гвардии сержант                       | 19.12.1921 — 14.03.1991 | [ БС 21 ] [ ГС 74 ] [ НЛ 70 ]   |
| 191   | Зве́рев Николай Кузьмич                                                                        | 24.12.1943            | артиллерия                          | командир орудия 869-го истребительно-противотанкового артиллерийского полка РГК в составе 52-й армии Воронежского фронта                                                                                    | старший сержант                       | 11.03.1907 — 22.09.1943 | [ БС 21 ] [ ГС 75 ] [ НЛ 71 ]   |
| 192   | Звери́нцев Николай Михайлович                                                                  | 15.01.1944            | комиссар                            | комсорг батальона 858-го стрелкового полка 283-й стрелковой дивизии 3-й армии Брянского фронта | младший лейтенант                     | 1924 — 21.07.1943       | [ БС 21 ] [ ГС 76 ] [ НЛ 72 ]   |
| 193   | Зверько́в Пётр Павлович                                                                        | 15.05.1946            | авиация                             | помощник по воздушно-стрелковой службе командира 41-го штурмового авиационного полка 198-й штурмовой авиационной дивизии 6-го штурмового авиационного корпуса 16-й воздушной армии 1-го Белорусского фронта | капитан                               | 25.12.1914 — 09.05.1951 | [ БС 21 ] [ ГС 77 ] [ НЛ 73 ]   |
| 194   | Звонарёв Степан Демидович                                                                     | 21.07.1944            | пехота                              | помощник командира взвода 192-го гвардейского стрелкового полка 63-й гвардейской стрелковой дивизии 23-й армии Ленинградского фронта                                                                        | гвардии сержант                       | 1916 — 26.10.1959       | [ БС 21 ] [ ГС 78 ] [ НЛ 74 ]   |
| 195   | Звонко́в Трофим Никифорович укр. Звонков Трохим Никифорович                                    | 22.02.1944            | артиллерия                          | наводчик орудия 247-го гвардейского артиллерийского полка 110-й гвардейской стрелковой дивизии 37-й армии Степного фронта                                                                                   | гвардии ефрейтор                      | 1905 — 17.11.1978       | [ БС 21 ] [ ГС 79 ] [ НЛ 75 ]   |
| 196   | Звя́гин Александр Евстафьевич                                                                  | 15.05.1946            | авиация                             | старший лётчик 208-го штурмового авиационного полка 227-й штурмовой авиационной дивизии 8-го штурмового авиационного корпуса 8-й воздушной армии 4-го Украинского фронта                                    | лейтенант                             | 23.10.1922 — 26.03.1991 | [ БС 21 ] [ ГС 80 ] [ НЛ 76 ]   |
| 197   | Звя́гин Андрей Григорьевич                                                                     | 30.10.1943            | пехота                              | стрелок 120-го стрелкового полка 69-й стрелковой дивизии 65-й армии Центрального фронта | красноармеец                          | 15.06.1901 — 17.12.1983 | [ БС 21 ] [ ГС 81 ] [ НЛ 77 ]   |
| 198   | Зга́ма Пётр Николаевич укр. Згама Петро Миколайович                                            | 15.05.1946            | пехота                              | командир отделения разведки 1008-го стрелкового полка 266-й стрелковой дивизии 5-й ударной армии 1-го Белорусского фронта                                                                                   | старший сержант                       | 15.07.1923 — 24.08.1983 | [ БС 22 ] [ ГС 82 ] [ НЛ 78 ]   |
| 199   | Здано́вич Гавриил Станиславович бел. Здановіч Гаўрыла Станіслававіч                            | 08.09.1945            | генерал                             | командир 203-й стрелковой дивизии 53-й армии Забайкальского фронта | генерал-майор                         | 10.04.1900 — 06.07.1984 | [ БС 23 ] [ ГС 83 ] [ НЛ 79 ]   |
| 200   | Здоро́вцев Степан Иванович                                                                     | 08.07.1941            | авиация                             | командир звена 158-го авиационного истребительного полка 39-й истребительной авиационной дивизии Северного фронта                                                                                           | младший лейтенант                     | 24.12.1916 — 09.07.1941 | [ БС 23 ] [ ГС 84 ] [ НЛ 80 ]   |
| 201   | Здуно́в Василий Фёдорович                                                                      | 25.09.1944            | артиллерия                          | командир орудия 207-го отдельного истребительно-противотанкового дивизиона 348-й стрелковой дивизии 3-й армии 1-го Белорусского фронта                                                                      | старший сержант                       | 24.10.1924 — 28.06.1998 | [ БС 23 ] [ ГС 85 ] [ НЛ 81 ]   |
| 202   | Зебни́цкий Николай Васильевич                                                                  | 01.01.1944            | нквд                                | активный участник партизанской борьбы в Белоруссии, командир партизанского отряда особого назначения «Вторые» Народного комиссариата государственной безопасности СССР                                      | старший лейтенант                     | 17.12.1919 — 29.11.1975 | [ БС 23 ] [ ГС 86 ] [ НЛ 82 ]   |
| 203   | Зева́хин Валентин Сергеевич                                                                    | 19.03.1944            | пехота                              | заместитель командира батальона 78-го гвардейского стрелкового полка 25-й гвардейской стрелковой дивизии 6-й армии Юго-Западного фронта                                                                     | гвардии старший лейтенант             | 08.01.1923 — 05.11.1974 | [ БС 23 ] [ ГС 87 ] [ НЛ 83 ]   |
| 204   | Зева́хин Михаил Степанович                                                                     | 04.02.1944            | авиация                             | командир звена 11-го отдельного разведывательного авиационного полка 3-й воздушной армии Калининского фронта                                                                                                | старший лейтенант                     | 12.09.1922 — 13.01.1944 | [ БС 23 ] [ ГС 88 ] [ НЛ 84 ]   |
| 205   | Зейбе́рлин Александр Павлович                                                                  | 10.01.1944            | пехота                              | командир взвода автоматчиков 269-го стрелкового полка 136-й стрелковой дивизии 38-й армии Воронежского фронта                                                                                               | сержант                               | 18.02.1916 — 16.01.1950 | [ БС 23 ] [ ГС 89 ] [ НЛ 85 ]   |
| 206   | Зеленёв Владимир Клавдиевич                                                                   | 15.01.1944            | связисты                            | командир взвода связи 1323-го стрелкового полка 415-й стрелковой дивизии 61-й армии Центрального фронта | старший лейтенант                     | 15.07.1922 — 05.03.1945 | [ БС 24 ] [ ГС 90 ] [ НЛ 86 ]   |
| 207   | Зеле́нин Андрей Тихонович                                                                      | 25.10.1943            | артиллерия                          | наводчик орудия 1593-го истребительно-противотанкового артиллерийского полка РГК в составе 47-й армии Воронежского фронта                                                                                   | сержант                               | 13.10.1911 — 16.12.1992 | [ БС 24 ] [ ГС 91 ] [ НЛ 87 ]   |
| 208   | Зелёнкин Егор Фёдорович                                                                       | 17.11.1943            | пехота                              | командир отделения мотострелкового батальона 69-й механизированной бригады 9-го механизированного корпуса 3-й гвардейской танковой армии Воронежского фронта                                                | сержант                               | 25.05.1914 — 26.05.1980 | [ БС 24 ] [ ГС 92 ] [ НЛ 88 ]   |
| 209   | Зелёнкин Михаил Михайлович бел. Зялёнкін Міхаіл Міхайлавіч                                    | 15.05.1946            | авиация                             | командир звена 156-го истребительного авиационного полка 215-й истребительной авиационной дивизии 8-го истребительного авиационного корпуса 16-й воздушной армии 1-го Белорусского фронта                   | старший лейтенант                     | 20.09.1920 — 14.06.1991 | [ БС 24 ] [ ГС 93 ] [ НЛ 89 ]   |
| 210   | Зеле́нко Екатерина Ивановна укр. Зеленко Катерина Іванівна                                     | 05.05.1990            | авиация                             | заместитель командира эскадрильи 135-го ближнебомбардировочного авиационного полка 16-й смешанной авиационной дивизии ВВС 6-й армии Юго-Западного фронта                                                    | старший лейтенант                     | 14.09.1916 — 12.09.1941 | [ БС 25 ] [ ГС 94 ] [ НЛ 90 ]   |
| 211   | Зелено́в Николай Андрианович                                                                   | 10.02.1943            | авиация                             | заместитель командира эскадрильи 154-го истребительного авиационного полка 8-й армии Ленинградского фронта                                                                                                  | капитан                               | 05.09.1917 — 29.06.1944 | [ БС 24 ] [ ГС 95 ] [ НЛ 91 ]   |
| 212   | Зеле́нский Гавриил Никитович                                                                   | 23.08.1944            | пехота                              | командир взвода 135-й отдельной разведывательной роты 143-й стрелковой дивизии 47-й армии 1-го Белорусского фронта                                                                                          | старшина                              | 26.03.1909 — 18.04.1944 | [ БС 24 ] [ ГС 96 ] [ НЛ 92 ]   |
| 213   | Зеле́нский Фёдор Фёдорович                                                                     | 23.09.1944            | артиллерия                          | командир миномётной батареи 388-го стрелкового полка 172-й стрелковой дивизии 13-й армии 1-го Украинского фронта                                                                                            | старший лейтенант                     | 16.06.1922 — 15.09.1991 | [ БС 24 ] [ ГС 97 ] [ НЛ 93 ]   |
| 214   | Зеленцо́в Валентин Михайлович                                                                  | 31.05.1945            | артиллерия                          | командующий артиллерией 29-го гвардейского стрелкового корпуса 8-й гвардейской армии 1-го Белорусского фронта                                                                                               | гвардии полковник                     | 05.07.1908 — 04.11.1962 | [ БС 24 ] [ ГС 98 ] [ НЛ 94 ]   |
| 215   | Зеленцо́в Виктор Владимирович                                                                  | 07.04.1940            | авиация                             | командир 68-го истребительного авиационного полка ВВС 13-й армии Северо-Западного фронта | майор                                 | 26.08.1910 — 20.07.1978 | [ БС 26 ] [ ГС 99 ] [ НЛ 95 ]   |
| 216   | Зеленю́к Иосиф Павлович укр. Зеленюк Йосип Павлович                                            | 27.06.1945            | артиллерия                          | командир огневого взвода 530-го армейского истребительно-противотанкового артиллерийского полка 28-й армии 1-го Украинского фронта                                                                          | лейтенант                             | 29.12.1914 — 30.04.1945 | [ БС 27 ] [ ГС 100 ] [ НЛ 96 ]  |
| 217   | Зелепу́кин Иван Григорьевич                                                                    | 10.01.1944            | артиллерия                          | командир отделения миномётной роты 202-го гвардейского стрелкового полка 68-й гвардейской стрелковой дивизии 40-й армии Воронежского фронта                                                                 | гвардии сержант                       | 09.09.1924 — 26.08.1993 | [ БС 27 ] [ ГС 101 ] [ НЛ 97 ]  |
| 218   | Зельняко́в Евгений Иванович                                                                    | 07.05.1982            | авиация                             | командир 254-й отдельной вертолётной эскадрильи ВВС 40-й армии ограниченного контингента советских войск в Афганистане                                                                                      | подполковник                          | род. 01.03.1947         | ——                              |
| 219   | Земко́в Александр Фёдорович                                                                    | 24.03.1945            | инженер                             | командир сапёрного взвода 70-го гвардейского стрелкового полка 24-й гвардейской стрелковой дивизии 2-й гвардейской армии 4-го Украинского фронта                                                            | гвардии лейтенант                     | 11.03.1918 — 09.11.1984 | [ БС 27 ] [ ГС 103 ] [ НЛ 98 ]  |
| 220   | Земляко́в Василий Иванович                                                                     | 29.06.1945            | артиллерия                          | командир 19-й самоходно-артиллерийской бригады 1-й гвардейской танковой армии 2-го Белорусского фронта | полковник                             | 25.04.1913 — 25.12.1975 | [ БС 27 ] [ ГС 104 ] [ НЛ 99 ]  |
| 221   | Земля́нов Андрей Егорович                                                                      | 24.05.1944            | танкист                             | командир башни танка Т-34 1-й гвардейской танковой бригады 8-го гвардейского механизированного корпуса 1-й гвардейской танковой армии 1-го Украинского фронта                                               | гвардии сержант                       | 11.08.1924 — 25.08.1987 | [ БС 28 ] [ ГС 105 ] [ НЛ 100 ] |
| 222   | Земля́нов Серафим Иванович                                                                     | 15.01.1944            | инженер                             | сапёр 86-го гвардейского отдельного сапёрного батальона 77-й гвардейской стрелковой дивизии 61-й армии Центрального фронта                                                                                  | гвардии ефрейтор                      | 14.09.1914 — 17.01.1998 | [ БС 29 ] [ ГС 106 ] [ НЛ 101 ] |
| 223   | Земля́нский Владимир Васильевич                                                                | 05.11.1942            | авиация                             | командир 622-го штурмового авиационного полка 228-й штурмовой авиационной дивизии 8-й воздушной армии Сталинградского фронта                                                                                | майор                                 | 21.11.1906 — 07.08.1942 | [ БС 29 ] [ ГС 107 ] [ НЛ 102 ] |
| 224   | Земляны́х Филимон Иосифович укр. Земляних Филимон Йосипович                                    | 24.03.1945            | Авточасти и шофёры всех родов войск | шофёр 1620-го лёгкого артиллерийского полка 34-й лёгкой артиллерийской бригады 20-й артиллерийской дивизии прорыва РГК в составе 51-й армии 1-го Прибалтийского фронта                                      | красноармеец                          | 29.12.1915 — 21.05.1975 | [ БС 29 ] [ ГС 108 ] [ НЛ 103 ] |
| 225   | Земнухо́в Иван Александрович                                                                   | 13.09.1943            | партизан                            | член штаба подпольной комсомольской организации «Молодая гвардия», ответственный по разведке и конспирации                                                                                                  | —                                     | 08.09.1923 — 15.01.1943 | [ БС 29 ] [ ГС 109 ] [ НЛ 104 ] |
| 226   | Земски́х Владимир Афанасьевич                                                                  | 18.08.1945            | авиация                             | командир эскадрильи 569-го штурмового авиационного полка 199-й штурмовой авиационной дивизии 4-го штурмового авиационного корпуса 4-й воздушной армии 2-го Белорусского фронта                              | лейтенант                             | 05.02.1917 — 02.09.1998 | [ БС 29 ] [ ГС 110 ] [ НЛ 105 ] |
| 227   | Земско́в Михаил Яковлевич                                                                      | 24.03.1945            | пехота                              | командир батальона 102-го гвардейского стрелкового полка 35-й гвардейской стрелковой дивизии 8-й гвардейской армии 1-го Белорусского фронта                                                                 | гвардии майор                         | 17.07.1915 — 03.08.1944 | [ БС 29 ] [ ГС 111 ] [ НЛ 106 ] |
| 228   | Земцо́в Николай Андреевич                                                                      | 22.01.1944            | морской флот                        | командир группы разведывательного отряда штаба Черноморского флота | мичман                                | 15.04.1917 — 17.07.2002 | [ БС 29 ] [ ГС 112 ] [ НЛ 107 ] |
| 229   | Земцо́в Пётр Алексеевич                                                                        | 10.04.1945            | артиллерия                          | командир орудия истребительно-противотанковой батареи 4-го гвардейского стрелкового полка 6-й гвардейской стрелковой дивизии 13-й армии 1-го Украинского фронта                                             | гвардии сержант                       | 20.08.1921 — 07.11.1967 | [ БС 30 ] [ ГС 113 ] [ НЛ 108 ] |
| 230   | Зе́нин Илларион Степанович                                                                     | 21.07.1944            | пехота                              | командир батальона 314-го стрелкового полка 46-й стрелковой дивизии 21-й армии Ленинградского фронта | капитан                               | 29.08.1916 — 30.11.1993 | [ БС 30 ] [ ГС 114 ] [ НЛ 109 ] |
| 231   | Зенко́в Николай Емельянович                                                                    | 27.02.1945            | пехота                              | командир роты 212-го гвардейского стрелкового полка 75-й гвардейской стрелковой дивизии 61-й армии 1-го Белорусского фронта                                                                                 | гвардии лейтенант                     | 1920 — 15.01.1945       | [ БС 30 ] [ ГС 115 ] [ НЛ 110 ] |
| 232   | Зенко́вский Аркадий Иванович                                                                   | 10.04.1945            | пехота                              | командир роты 10-го гвардейского стрелкового полка 6-й гвардейской стрелковой дивизии 13-й армии 1-го Украинского фронта                                                                                    | гвардии старший лейтенант             | 09.02.1920 — 31.01.1945 | [ БС 30 ] [ ГС 116 ] [ НЛ 111 ] |

| Навигационная таблица | Навигационная таблица                     |
| --------------------- | ----------------------------------------- |
| «З»                   | Забагонский Семён — Западинский Александр |
| «З»                   | Запорожан Игорь — Зенковский Аркадий      |
| «З»                   | Зенцов Владимир — Зюльковский Василий     |